# Fluorure de fer(II)
Le fluorure de fer(II) ou fluorure ferreux est un composé inorganique de formule moléculaire FeF2. Sa forme tétrahydraté FeF2·4H2O est souvent désignée par le même nom. Les formes anhydres et hydratées sont des solides cristallins blancs,.

## Structure et liaison
Le FeF2 anhydre adopte la structure rutile du TiO2 dans laquelle les cations de fer sont octaédriques et les anions fluorure sont plans trigonaux,.
Le composé tétrahydraté peut exister sous deux structures, ou polymorphes. Une forme est rhomboédrique et l'autre est hexagonale, la première présentant un désordre
Comme la plupart des composés fluorés, les formes anhydres et hydratées du fluorure de fer(II) présentent un centre métallique à spin élevé. Des études à l'aide de la diffraction de neutrons à basse température montrent que le FeF2 est antiferromagnétique. Les mesures de capacité thermique révèlent un événement à 78,3 K correspondant à l'ordre de l'état antiferromagnétique.

## Propriétés physiques
FeF2 se sublime entre 958 et 1 178 K. En utilisant les méthodes de torsion et de Knudsen, la chaleur de sublimation a été déterminée expérimentalement et la moyenne est de 271 ± 2 kJ mole −1.
La réaction suivante est proposée afin de calculer l'énergie d'atomisation pour Fe+ :
FeF2 + e → Fe+ + F2 (ou 2F) + 2e

## Synthèse et réactions
Le sel anhydre peut être préparé par réaction de chlorure de fer (II) avec du fluorure d'hydrogène anhydre. Il est légèrement soluble dans l'eau (avec produit de solubilité Ksp = 2,36×10 −6 à 25 °C) ainsi que de l'acide fluorhydrique diluée, donnant une solution vert pâle. Il est insoluble dans les solvants organiques.
Le tétrahydrate peut être préparé en dissolvant le fer dans de l'acide fluorhydrique hydraté chaud et en précipitant le résultat par addition d'éthanol. Il s'oxyde dans l'air humide pour donner, entre autres, un hydrate de fluorure de fer (III), (FeF3)2·9H2O.

## Usages
FeF2 est utilisé pour catalyser certaines réactions organiques.